# Truist Financial
A Truist Financial Corp., anteriormente BB&T (Branch Banking and Trust Company), é uma holding bancária sediada em Charlotte, Carolina do Norte. Seu banco opera 2.049 agências em 15 estados e Washington, D.C., e oferece serviços bancários para consumidores e comerciais, corretagem de valores mobiliários, gestão de ativos, hipotecas e produtos e serviços de seguros. Está na lista dos maiores bancos dos Estados Unidos em ativos. Sua subsidiária, BB&T Insurance Services, era uma das maiores corretoras de seguros do mundo. Em sua história, realizou 106 fusões e aquisições. Desde que assumiu o Southern National Bank em 1995, fez 43 acordos.
A empresa era anteriormente conhecida como BB&T; mudou de nome em dezembro de 2019 com a aquisição do SunTrust Banks.
É incorporado na Carolina do Norte.

## História

### Início
Em 1872, Alpheus Branch e Thomas Jefferson Hadley fundaram o banco comercial Branch e Hadley em sua cidade natal, Wilson, Carolina do Norte. Depois de muitas transações, principalmente com agricultores locais, a Branch comprou as ações da Hadley em 1887 e renomeou a empresa Branch and Company, Bankers. Dois anos depois, Branch, seu sogro Gen. Joshua Barnes, Hadley e três outros homens conseguiram uma carta da Assembléia Geral da Carolina do Norte para operar a Wilson Banking and Trust Company. Depois de muitas outras mudanças de nome, a empresa finalmente adotou o nome Branch Banking and Trust Company. Branch permaneceu um membro ativo da empresa até sua morte em 1893. O Branch Banking and Trust Company Building em Wilson foram listados no Registro Nacional de Lugares Históricos em 1978.
A BB&T vendeu o Liberty Bonds durante a Primeira Guerra Mundial e, até 1923, teve um crescimento de mais de 4 milhões de dólares em ativos. O BB&T Insurance Services foi incluso em 1922 e uma divisão de hipotecas foi adicionada em 1923. Embora os bancos nos Estados Unidos faliram como resultado do crash da bolsa de 1929, o BB&T sobreviveu; foi o único a fazê-lo na cidade de Wilson.

### Fusão com o Banco Nacional do Sul
Em 1995, o banco fundiu-se com o Southern National Bank, outro banco com raízes na parte oriental do estado. Isso deu à BB&T 437 filiais em 220 cidades nas Carolinas e na Virgínia. O banco incorporado seria denominado BB&T, embora a princípio a holding fosse a Southern National Corp. Com 19 bilhões de dólares em ativos, o BB&T teria o maior número de depósitos e agências da Carolina do Norte de qualquer banco. O chefe do Southern National, Glenn Orr, e o novo presidente do BB&T, John Allison, disseram que a fusão provavelmente impediria que bancos de fora do estado assumissem o controle. Orr se aposentou assim que a fusão foi concluída. A sede se tornou o BB&T Financial Center.
Em 1997, a Southern National Corp. assumiu o United Carolina Bank, outro banco do leste da Carolina do Norte, em um acordo de 985 milhões de dólares anunciado em novembro de 1996. A UCB possuía 4,5 bilhões de dólares em ativos. 400 funcionários trabalhavam em Whiteville, mas, apesar de perder a sede, a cidade acabaria com quinhentos funcionários da BB&T trabalhando em um call center com 250 funcionários e outras operações. A partir de 22 de setembro de 1997, 91 agências da UCB iniciaram o processo de mudança para BB&T, e 67 outras agências dos dois bancos fecharam a partir de outubro porque estavam próximas a outras localidades da BB&T.
Em 19 de maio de 1997, a Southern National Corp. mudou seu nome para BB&T Corp. e seu símbolo de ações SN para BBT.

### Expansão
O banco continuou a se expandir em todo o país nos anos 90, adquirindo a Fidelity Financial Bankshares, First Financial de Petersburg, Maryland, Maryland Federal Bancorp, e Franklin Bancorporation. Em 1998, a BB&T adquiriu a MainStreet Financial de Martinsville, Virgínia, e a Mason-Dixon Bancshares de Westminster, Maryland, e expandiu-se ainda mais para a Geórgia e Virgínia Ocidental após a compra da First Liberty de Macon, Geórgia., e Matewan Bancshares.

### Aquisições
Em 2000, a BB&T comprou o One Valley Bancorp, que foi formado a partir de uma combinação de bancos comunitários em toda a Virgínia Ocidental. Esse movimento deu à BB&T a maior presença bancária na Virgínia Ocidental.
Em 2002, a BB&T concluiu a aquisição da MidAmerica Bancorp de Louisville, Kentucky (Banco de Louisville) e da AREA Bancshares Corporation de Owensboro, Kentucky.
Em 2003, a BB&T concluiu a aquisição da First Virginia Banks of Falls Church, Va.
Em 2005, o banco adquiriu o Main Street Banks do metrô de Atlanta por 622 milhões de dólares.
Em 2006, o banco adquiriu o Coastal Federal Bank, com sede em Myrtle Beach.
Em fevereiro de 2008, a empresa adquiriu a Burkey Risk Services.
Em abril de 2008, a empresa adquiriu os Serviços de Seguros da UnionBanc.
No final de 2008, o banco aceitou 3,1 bilhões de dólares em dinheiro de resgate através da venda de ações preferenciais para o Troubled Asset Program Program do Tesouro dos EUA. Em junho de 2009, o banco recomprou as ações. Também em junho de 2009, seu presidente, John A. Allison IV, discursou em uma reunião do Competitive Enterprise Institute, onde afirmou mostrar como a regulamentação do governo causou a crise financeira de 2007 a 2008.
Em julho de 2008, a empresa adquiriu a Puckett, Scheetz & Hogan.
Em 14 de agosto de 2009, o banco adquiriu o Colonial Bank após sua apreensão pelo FDIC. Essa aquisição adicionou mais de 340 agências no Alabama, Flórida, Geórgia, Nevada e Texas, além de aproximadamente 22 bilhões de dólares em ativos. A BB&T vendeu a filial de Nevada ao US Bancorp em janeiro de 2010.
Em dezembro de 2008, a empresa adquiriu a J. Rolfe Davis.
Em novembro de 2009, a empresa adquiriu Oswald Trippe.
Em setembro de 2011, a empresa adquiriu a Liberty Benefit Insurance Services, uma agência que opera na Califórnia. A empresa também adquiriu a Atlantic Risk Management.
Em novembro de 2011, a empresa adquiriu a Precept, uma empresa de consultoria de benefícios a funcionários.
Em fevereiro de 2012, a empresa adquiriu as divisões de seguros de vida e de propriedade e de acidentes do Crump Group.
Em julho de 2012, o banco adquiriu o BankAtlantic e seus 2,1 bilhões de dólares em empréstimos e 3,3 bilhões de dólares em depósitos. A empresa também começou a vender seguro contra inundações online.
Em dezembro de 2013, o banco adquiriu 21 agências do Citigroup no Texas por 36 milhões de dólares, adicionando 1,2 bilhões de dólares em depósitos.
Em março de 2014, a empresa adquiriu a Woodbury & Co., uma corretora de seguros que opera nas Carolinas.
Em abril de 2014, a empresa adquiriu o Caledonian Insurance Group, especializado em serviços de corretagem de seguros para o setor de aviação.
Em setembro de 2014, o banco adquiriu mais 41 agências do Citigroup, que adicionaram 123 agências e 5,3 bilhões de dólares em depósitos.
Em abril de 2015, a subsidiária da BB&T CRC Insurance Services adquiriu os ativos da Napco LLC, uma corretora de seguros comerciais catastróficos.
Em junho de 2015, o banco adquiriu o Bank of Kentucky por 363 milhões de dólares, o que adicionou 1,9 bilhões de dólares em ativos e deu à BB&T uma presença no mercado do norte de Kentucky-Cincinnati e suas primeiras agências em Ohio. A empresa também vendeu a American Coastal Insurance e aumentou sua participação na AMRisc.
Em agosto de 2015, o banco adquiriu o Susquehanna Bank por 2,5 bilhões de dólares, adicionando 240 agências e 18,7 bilhões de dólares em ativos e marcando a entrada do banco na Pensilvânia e Nova Jérsia.
Em abril de 2016, a empresa adquiriu a Swett & Crawford, uma corretora de seguros por atacado.
Em abril de 2016, o banco adquiriu a National Penn por 1,8 bilhões de dólares, que adicionou 124 agências na Pensilvânia, Nova Jersey e Maryland, 9,6 bilhões de dólares em ativos e 6,7 bilhões de dólares em depósitos.
Em 29 de agosto de 2018, a BB&T anunciou que 630 funcionários passariam de sua antiga sede corporativa na West Nash Street, em Wilson, para uma instalação de 35 milhões de dólares e 95 mil pés quadrados na Pine Street. Em 16 de outubro de 2018, a BB&T anunciou o plano de transferir 500 funcionários para um edifício de dez mil pés quadrados e dez milhões de dólares em Whiteville, Carolina do Norte.

### Fusão com SunTrust
Em 7 de fevereiro de 2019, a BB&T informou que iria adquirir o SunTrust Banks, com sede em Atlanta, no maior negócio bancário desde a crise financeira de 2007 a 2009, para criar o oitavo maior banco dos EUA. O banco também anunciou a mudança de sua sede para Charlotte, Carolina do Norte, mantendo importantes operações em Winston-Salem. Foi anunciado posteriormente que Winston-Salem será a sede do banco para serviços bancários comunitários, enquanto Atlanta será o centro de serviços bancários de atacado.
Em 12 de junho, a BB&T e a SunTrust anunciaram que a empresa resultante da fusão será chamada Truist Financial Corporation. Esse nome resultou de pesquisas que incluíram a contratação da Interbrand, a busca de opiniões de funcionários de ambos os bancos e grupos focais. No entanto, clientes de ambos os bancos criticaram o nome nas mídias sociais . Peter Atwater, do The College of William and Mary, disse que o nome substitui "duas grandes marcas que tinham valor real" e o substituiu por algo sem sentido, um nome que poderia ser usado para qualquer coisa. Ele disse que o nome de um dos dois bancos existentes deve ser usado. Sam Kilmer, da Cornerstone Advisors e outros, disseram que SunTrust deveria ser o nome do banco incorporado. Mike Mayo, analista da Wells Fargo, disse que uma mudança significa "riscos em termos de custo e confusão".
Em 17 de junho, a Truliant Federal Credit Union de Winston-Salem entrou com uma ação alegando "violação de marca registrada". A Truliant está preocupada com a confusão entre nomes semelhantes, incluindo produtos Truliant com "Tru" em seus nomes.
A fusão foi concluída à meia-noite de 6 de dezembro de 2019. A CEO da BB&T, Kelly King, manteve a mesma posição na nova empresa. Os clientes da BB&T podem começar a usar os caixas eletrônicos SunTrust gratuitamente, e os clientes da SunTrust podem começar a usar os caixas eletrônicos da BB&T gratuitamente. O banco incorporado continuará operando sob os nomes BB&T e SunTrust até que os sistemas dos dois bancos sejam combinados, um processo que pode levar até dois anos. Em 11 de dezembro de 2019, a Truist exerceu oficialmente sua opção de comprar a Hearst Tower no centro de Charlotte da Cousins Properties. A Truist mudará sua sede corporativa para a Hearst Tower, que será renomeada para Truist Center, em um acordo que deve ser fechado no primeiro trimestre de 2020. Truist ocupou mais de 550.000 pés quadrados, totalizando 965.000 pés quadrados.

## Edifícios e filiais

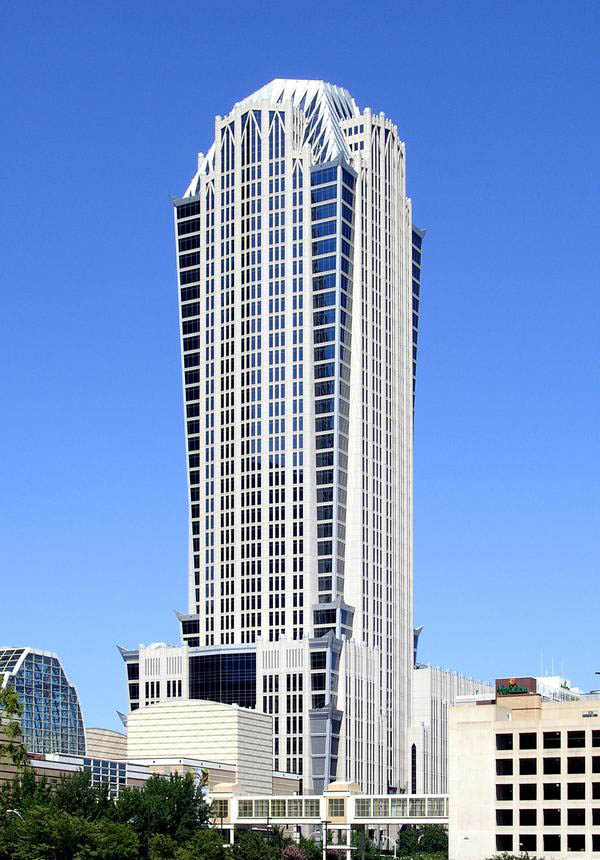
Hearst Tower (a ser renomeada como Truist Center), a sede da Truist Financial em Charlotte, Carolina do Norte
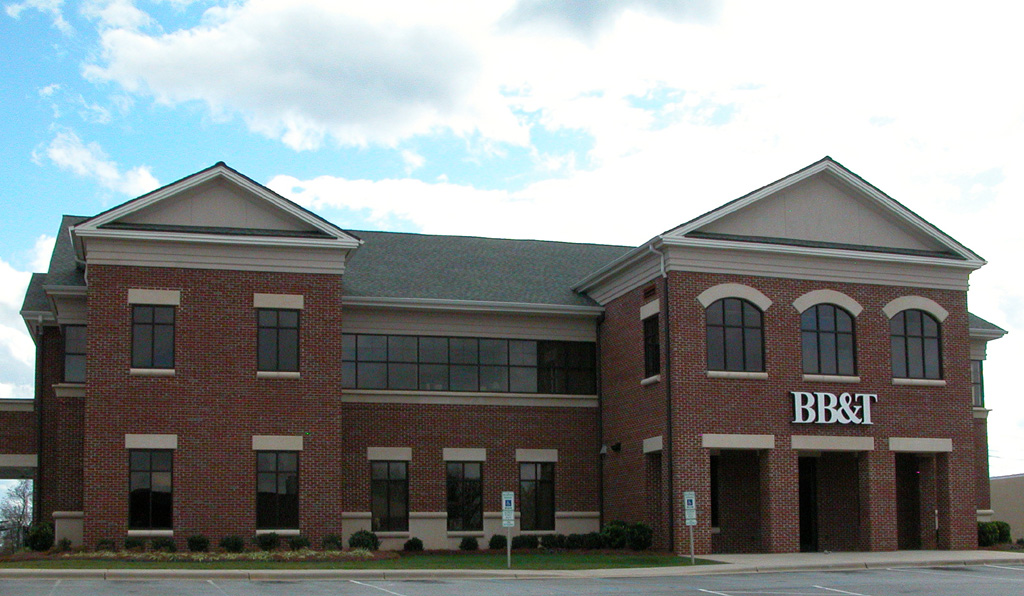
Filial típica em Lexington, Carolina do Norte
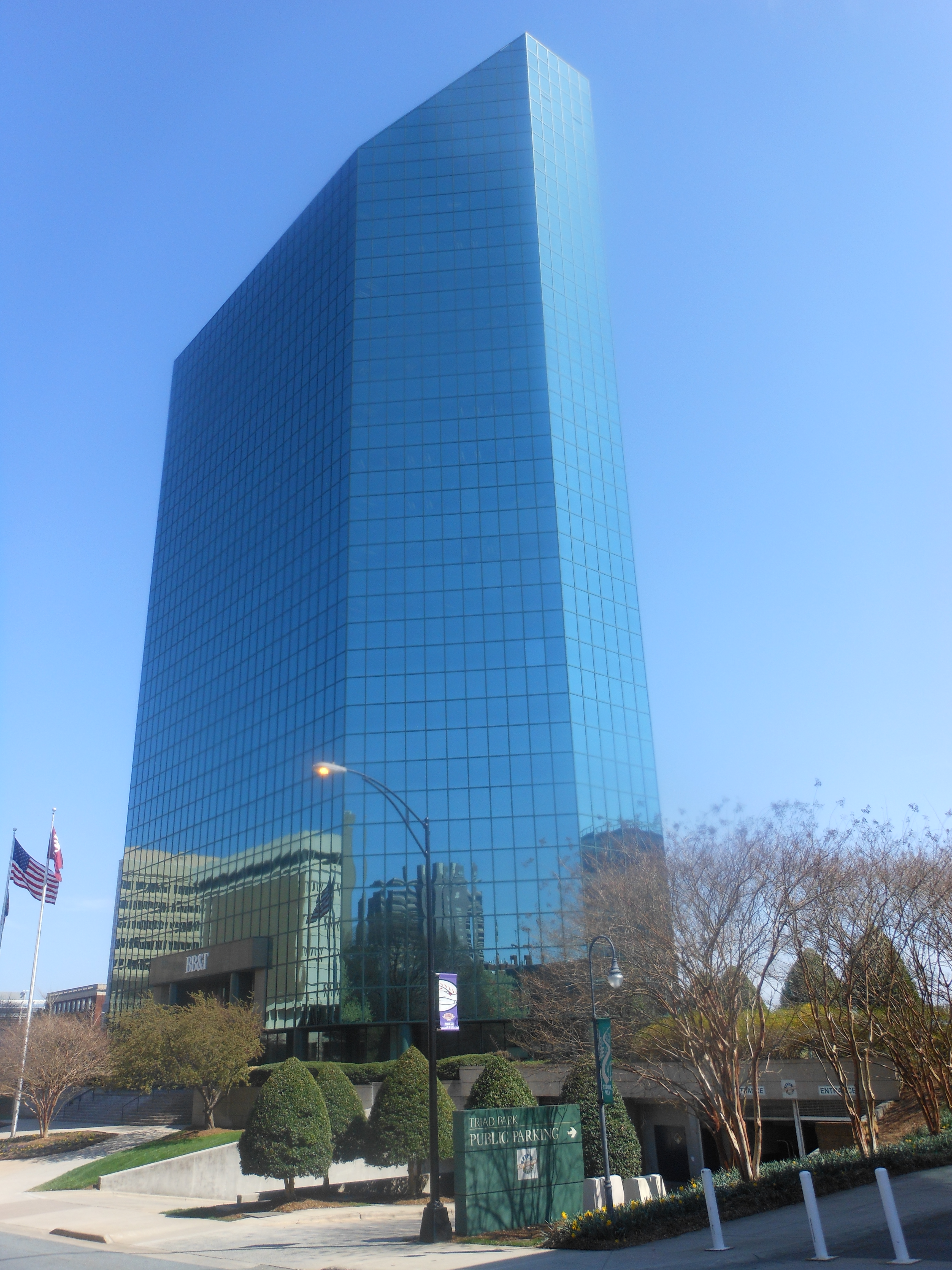
BB&T Financial Center em Winston-Salem, Carolina do Norte
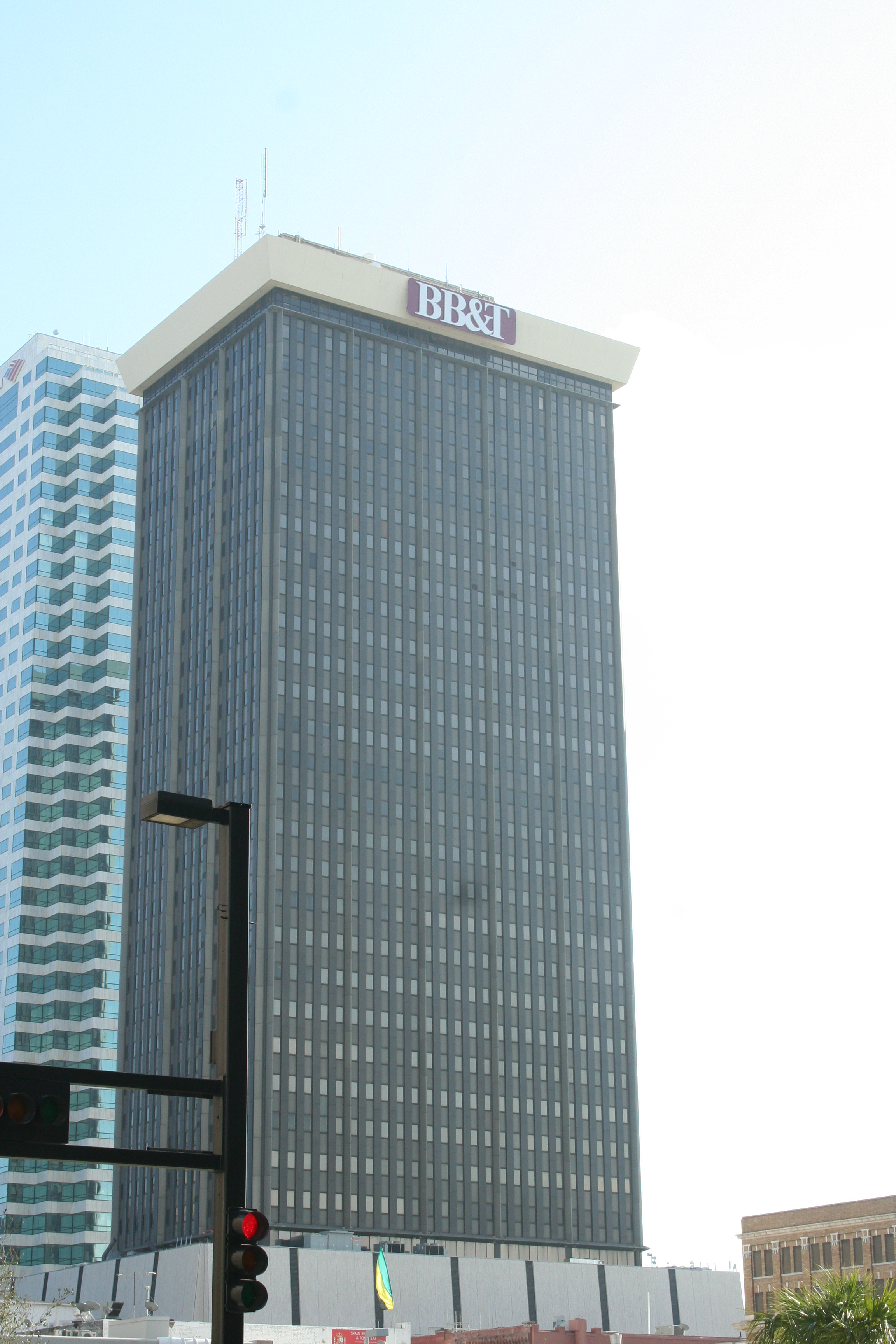
Prédio do banco no Centro de Tampa, Flórida
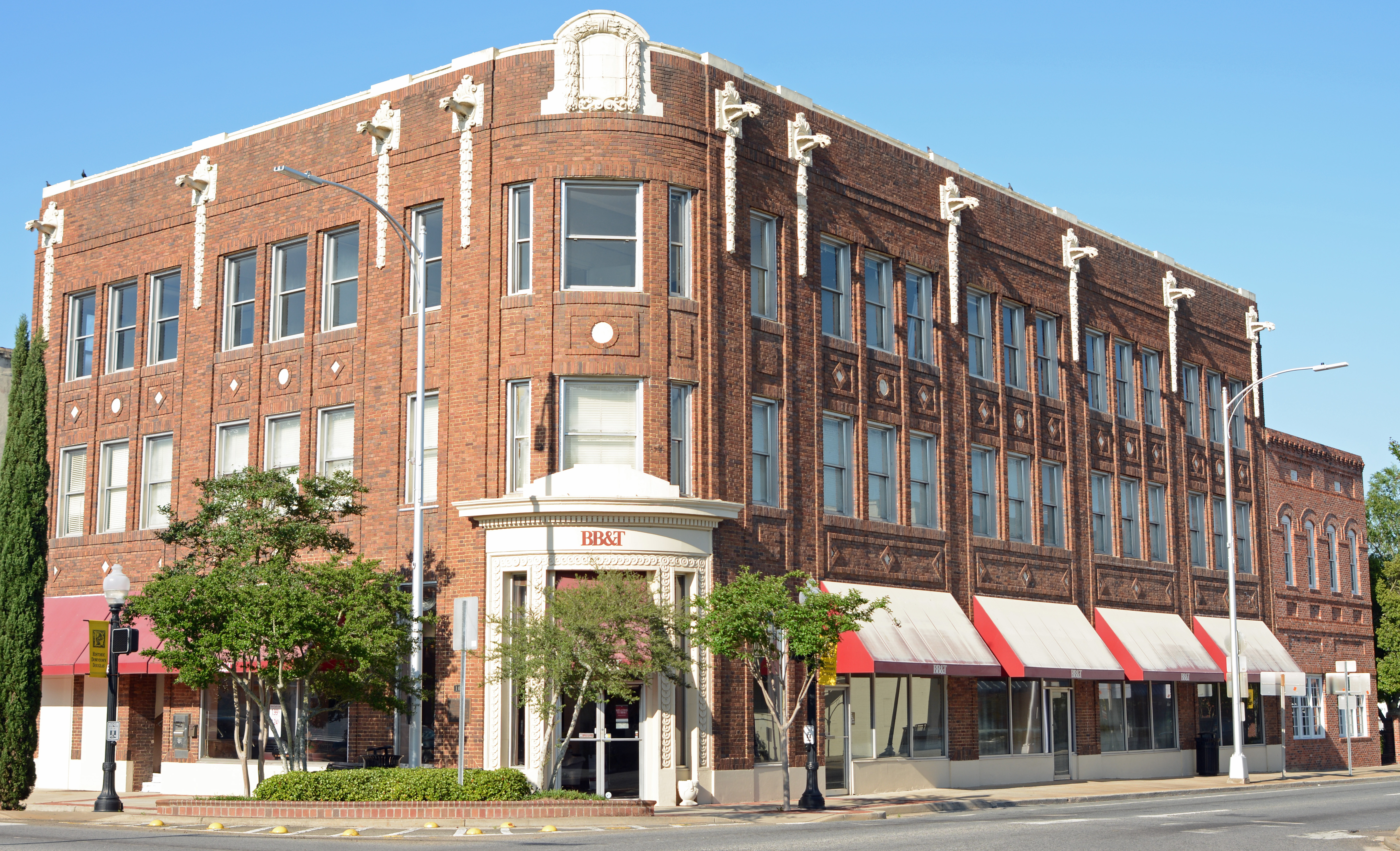
Filial típica em Douglas, Geórgia
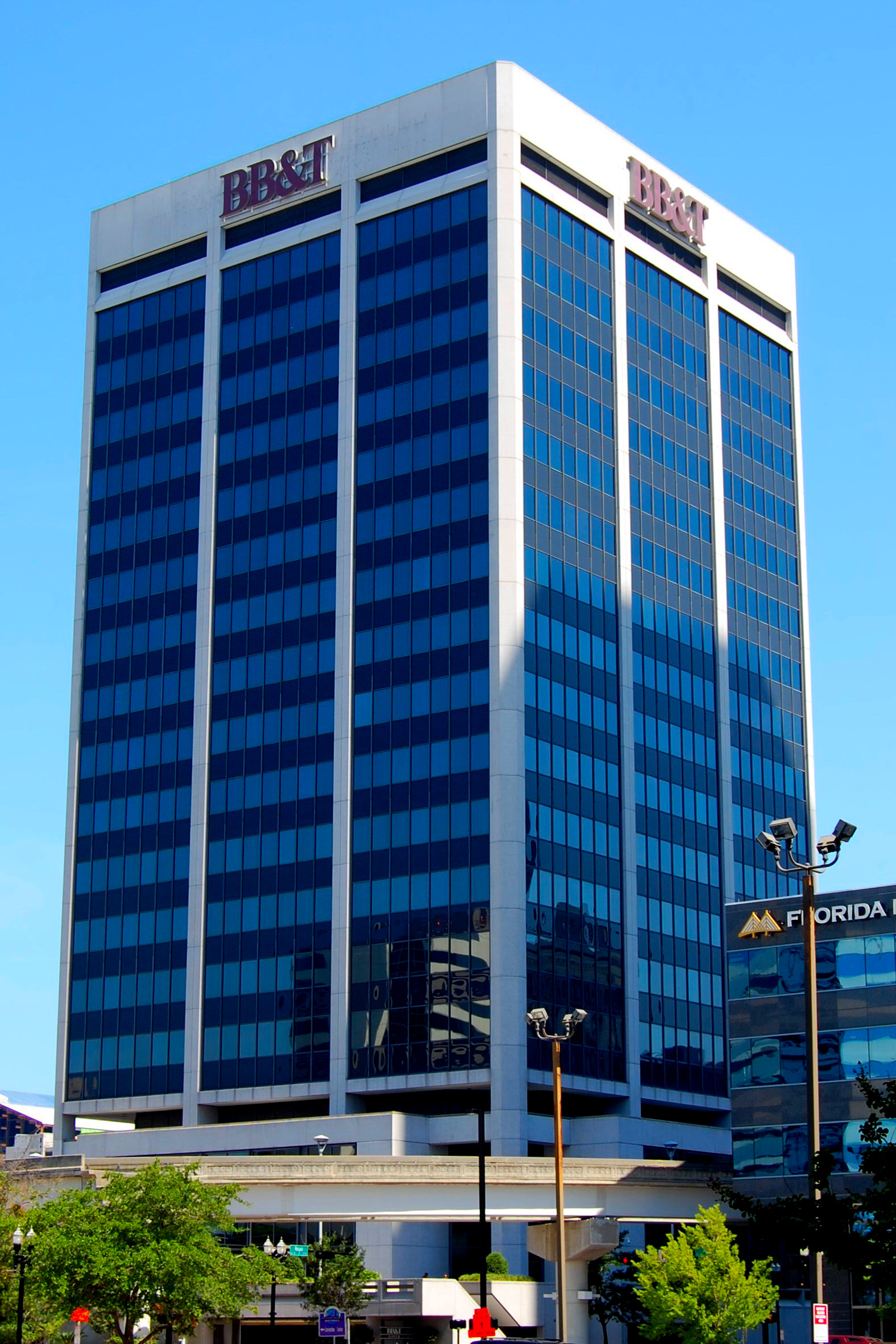
Prédio do banco no Centro de Jacksonville, Flórida